# Leptogenys spandax
Leptogenys spandax är en myrart som beskrevs av Bolton 1975. Leptogenys spandax ingår i släktet Leptogenys och familjen myror. Inga underarter finns listade i Catalogue of Life.